# Novo Horizonte do Oeste
Novo Horizonte do Oeste es un municipio brasileño situado en el estado de Rondonia. Tiene una población estimada, en 2021, de 8125 habitantes.